# Mark Plaatjes
Mark Plaatjes (Johannesburgo, Sudáfrica, 2 de junio de 1962) fue un atleta estadounidense de origen sudafricano, especializado en la prueba de maratón en la que llegó a ser campeón mundial en 1993.

## Carrera deportiva
En el Mundial de Stuttgart 1993 ganó la medalla de oro en la maratón, con un tiempo de 2:13:57 segundos, llegando a meta por delante del namibio Luketz Swartbooi y el neerlandés Bert van Vlaanderen.